# Route 365 (Nouveau-Brunswick)
Pour les articles homonymes, voir Route 365.
La route 365 est une route locale du Nouveau-Brunswick située dans le nord-est de la province, entre Saint-Isidore et Tracadie-Sheila. Elle permet essentiellement de relier ces 2 villes. De plus, elle mesure 12 kilomètres, et est pavée sur toute sa longueur.

## Tracé
La 365 débute juste à l'ouest de Saint-Isidore, sur le boulevard des Fondateurs, la route 160. Elle commence par se diriger vers le sud pendant 3 kilomètres, nommée rue Duclos, puis elle bifurque vers l'est dans un virage à 90° (intersection) à Tilley Road. Elle traverse ensuite Gauvreau, puis elle traverse la petite rivière Tracadie (Little Tracadie River). Elle se termine à la limite de la ville de Tracadie-Sheila, se changeant en rue Brideau, menant au centre de la ville. 

## Intersections principales
| route 365           |                 |    |                                                              |                                                              |
| Comté               | Location        | km | Intersection/Destinations                                    | Notes                                                        |
| Comté de Gloucester | Saint-Isidore   | 0  | R-160 (Boul. des Fondateurs), Allardville, Paquetville       | extrémité ouest de la 365                                    |
| Comté de Gloucester | Tilley Road     | 3  | Chemin Tilley ouest, Upper Tilley Road, Bois-Gagnon          | La 365 bifurque vers l'est (vers la gauche) à l'intersection |
| Comté de Gloucester | Gauvreau        | 6  | Chemin Alderwood sud, Alderwood, Benoit                      |                                                              |
| Comté de Gloucester | Gauvreau        | 11 | Traverse de la petite rivière Tracadie                       |                                                              |
| Comté de Gloucester | Tracadie-Sheila | 12 | Limite de la ville; elle se poursuit en tant que rue Brideau | extrémité est de la 365                                      |
| Bleu: Cours d'eau   |                 |    |                                                              |                                                              |